# Orbey
Orbey je francouzská obec v departementu Haut-Rhin v regionu Grand Est. V roce 2014 zde žilo 3 612 obyvatel.

## Poloha obce
Obec leží u hranic departementu Haut-Rhin s departementem Vosges.
Sousední obce jsou: Le Bonhomme, Gunsbach, Hohrod, Labaroche, Lapoutroie, Plainfaing (Vosges), Soultzeren a Wihr-au-Val.

## Vývoj počtu obyvatel
Počet obyvatel